# Augusto Schiefler Thies
Augusto Schiefler Thies (Brusque, 21 de janeiro de 1867 – Rio de Janeiro, 12 de janeiro de 1909) foi um militar e político brasileiro. Sobrinho do engenheiro teuto-brasileiro Roberto Schiefler.
Foi capitão de corveta, em 26 de outubro de 1906.
Foi deputado à Assembleia Legislativa de Santa Catarina na 3ª legislatura (1898 — 1900).